# Carronella
Carronella is een geslacht van weekdieren uit de klasse van de Gastropoda (slakken).

## Soorten
- Carronella enne Korshunova, Martynov, Bakken, Evertsen, Fletcher, Mudianta, Saito, Lundin, Schrödl & Picton, 2017
- Carronella pellucida (Alder & Hancock, 1843)